# Libra de Nueva Guinea
La libra fue la unidad monetaria del Territorio de Nueva Guinea (1915-1949) y posteriormente del Territorio de Papúa y Nueva Guinea (1949-1966). Se subdividía en 20 chelines y cada chelín constaba de 12 peniques. 

## Historia
Esta divisa reemplazó al marco de Nueva Guinea una vez que Australia ocupó la antigua colonia alemana durante la I Guerra Mundial. Poseía paridad con la libra australiana, y la unidad monetaria australiana circuló junto con las monedas emitidas especialmente para Nueva Guinea entre 1929 y 1945. 
Durante 1942 y 1945, en el marco de la II Guerra Mundial, circuló la libra de Oceanía, moneda emitida por el gobierno de ocupación japonés. Luego de la guerra, se restableció la circulación de la divisa australiana y neoguineana.

## Billetes
No se emitieron billetes para circulación exclusiva en este territorio, por lo que solamente circuló papel moneda de la libra australiana.

## Monedas
En 1929 se acuñaron en níquel y cuproníquel monedas de 1⁄2 y 1 penique. Estas piezas, al igual que las subsiguientes, poseían una perforación central. En el año 1935 aparecieron las monedas de 3 y 6 peniques y 1 chelín. Las monedas de 3 y 6 peniques fueron hechas de cuproníquel, mientras que la de 1 chelín fueron producidas en plata.
Una particularidad es que en 1936, se emitieron monedas de bronce de 1 penique bajo el nombre del rey Eduardo VIII, una característica muy rara ya que el rey Eduardo abdicó casi once meses después de su llegada al trono, por lo que la mayoría de las unidades monetarias que exhibían al monarca británico en sus monedas casi no han tenido tiempo para modificar sus diseños.